# Волтеринк, Ян
Йоханнес (Ян) Волтеринк (нидерл. Johannes "Jan" Wolterink; 18 июня 1926, Амстердам — 1 мая 1990, Жирона) — нидерландский футболист, игравший на позиции полузащитника, выступал за амстердамские команды «Блау-Вит» и «Аякс».

## Спортивная карьера
В основном составе амстердамского «Аякса» Волтеринк появился в начале сезона 1951/52, до этого он выступал за «Блау-Вит». Молодой полузащитник впервые сыграл за «Аякс» 28 августа 1951 года в товарищеском матче с испанским клубом «Сабадель». Ян отыграл первый тайм и был заменён на Бринена. Представители Лиги Сегунды нанесли амстердамцам первое поражение в сезоне, выиграв на Олимпийском стадионе со счётом 2:4.
Ян официально дебютировал 2 сентября в домашнем матче 1-го тура чемпионата против клуба ДОС из Утрехта. В дебютном сезоне, который стал для «Аякс» чемпионским, Волтеринк сыграл в чемпионате семь матчей, включая две игры в турнире чемпионов, определявшем чемпиона страны.
В последний раз за «красно-белых» Волтеринк сыграл в сезоне 1953/54, 15 ноября 1953 года, в гостевом матче 8-го тура чемпионата против клуба «Бе Квик» из Гронингена.

## Личная жизнь
Ян родился в июне 1926 года в Амстердаме. Отец — Йоханнес Антониюс Волтеринк, был родом из Делфта, мать — Маргарета Вейман, родилась в Амстердаме. Родители поженились в июле 1922 года в Амстердаме — на момент женитьбы отец работал медником.
Женился в возрасте девятнадцати лет — его супругой стала 20-летняя Стинтье Бебингх, уроженка Ассена. Их брак был зарегистрирован 3 марта 1946 года в Ассене. В браке родилось двое сыновей. Его жена умерла в сентябре 1989 года в Ассене в возрасте 63 лет.
Умер 1 мая 1990 года во время отдыха в испанском городе Жирона в возрасте 63 лет. Церемония кремации состоялась 9 мая в крематории «Де Боскамп» в Ассене.